# Yli-Ii
Koordinaten: 65° 22′ N, 25° 50′ O

Wappen von Yli-Ii

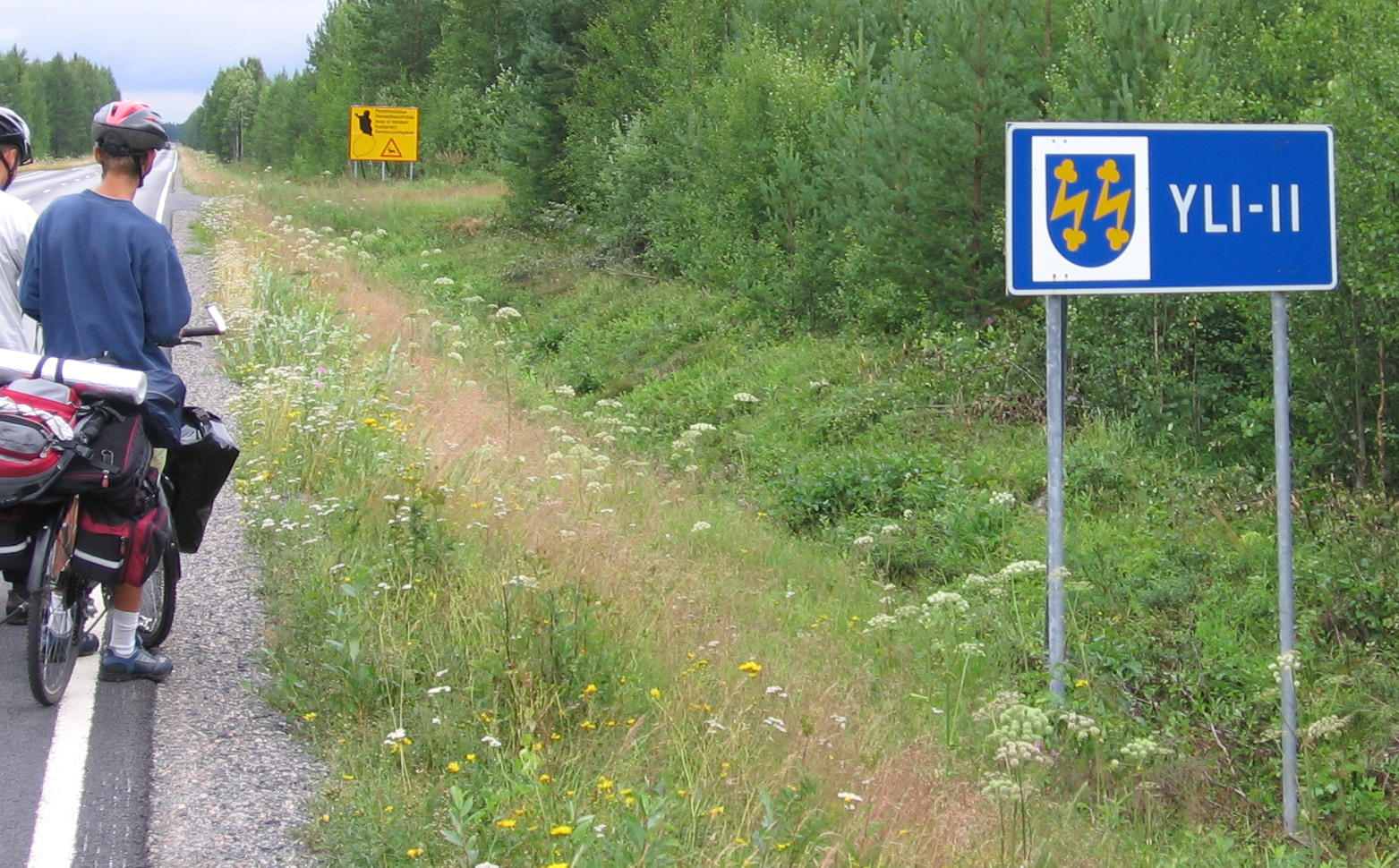
Ortseingangsschild von Yli-Ii

Yli-Ii [ˈyliˀiː] („Ober-Ii“, schwedisch historisch Överijo) war eine nordfinnische Gemeinde am Fluss Iijoki.
Sie stellt seit 1923 eine eigene Gemeinde dar, zuvor gehörte der Ort zur dann aufgelösten Gemeinde Suur-Ii (Groß-Ii). Die Politik der Gemeinde wurde von der Finnischen Zentrumspartei dominiert, die vierzehn der 21 Vertreter im Gemeinderat stellte. Drei Abgeordnete stellte das Linksbündnis, vier waren parteilos. Die Gemeinde gehörte zur Verwaltungsgemeinschaft Oulunkaari. Seit dem 1. Januar 2013 gehört Yli-Ii zur Stadtgemeinde Oulu.
Die Gemeinde verzeichnete in den vergangenen Jahrzehnten einen beträchtlichen Bevölkerungsrückgang. 1968, als die Bauarbeiten zu einem Wasserkraftwerk am Iijoki im Gange waren, betrug die Bevölkerungszahl noch 3931.
Der Ort bedeckt eine Fläche von 793,32 km2, davon sind 24,11 km2 Binnenwasserfläche. Die ehemals selbstständige Gemeinde hatte die Gemeindenummer 972. Zum Zeitpunkt der Auflösung der Gemeinde am 31. Dezember 2012 hatte sie 2.149 Einwohner, die Bevölkerungsdichte betrug 2,8 Ew./km².

## Wappen
Beschreibung des Wappens: Im blauen Schild zwei goldene Blitze, deren Spitzen in je einem Kleeblatt auslaufen.

## Sehenswürdigkeiten
In Yli-Ii befindet sich das Steinzeitdorf Kierikki. Das Museumsgebäude ist das größte moderne Blockhaus Nordeuropas. Die Häuser des Steinzeitdorfes wurden mit den damals zur Verfügung stehenden Mitteln errichtet und stehen für Besucher offen. Sehenswert ist zudem eine Holzkirche aus dem Jahr 1932.

## Ehemalige Gemeindepolitik
Die dominierende politische Kraft im ländlich geprägten Yli-Ii ist die Zentrumspartei. Bei der Kommunalwahl 2008 erhielt sie 70 % der Stimmen und erzielte so eines ihrer finnlandweit besten Ergebnisse. Im Gemeinderat stellt sie 16 von 21 Abgeordneten. Drei Sitze konnte das Linksbündnis erringen, je einen die rechtspopulistischen „Wahren Finnen“ und die Sozialdemokraten. Die konservative Nationale Sammlungspartei scheiterte mit einem Stimmenteil von nur 0,7 % hingegen am Einzug in den Gemeinderat.
| Partei           | Wahlergebnis 2008 | Sitze |
| ---------------- | ----------------- | ----- |
| Zentrumspartei   | 70,1 %            | 16    |
| Linksbündnis     | 15,4 %            | 3     |
| Wahre Finnen     | 8,7 %             | 1     |
| Sozialdemokraten | 5,1 %             | 1     |